# Гений (золотая монета Франции)
Гений или Стоящий Гений — неофициальное название золотых монет Франции с изображением Гения (ангела), достоинством 20 (чеканилась в 1848—1849 и с 1871 по 1898 год), 50 и 100 франков (чеканились в 1878—1914 годах). С 1898 года вместо монеты в 20 франков типа «Гений» началась чеканка монеты типа «Петух».

## Описание монет
Все монеты данного типа отчеканены из золота 900 пробы, как и наполеондор, соответствуют стандарту золотого содержания франка в 0,2903 г (франк жерминаль).
Существуют два типа аверса монет номиналом 20 франков, тип аверса зависит от года чеканки:
- с 1848 по 1849 год — ангел пишет (изображение очень похоже на аверсы монет 50 и 100 франков 1878—1914 годов выпуска)[2];
- с 1871 по 1898 год — ангел стоит перед чистой скрижалью[3].

Существует два типа гуртовой надписи:
- с 1899 по 1906 год — монеты с гуртовой надписью «Спаси Бог Францию» (DIEU PROTÈGE LA FRANCE);
- с 1907 по 1914 год — монеты с гуртовой надписью «Свобода, Равенство и Братство» (LIBERTÉ ÉGALITÉ FRATERNITÉ).

Изменение надписи связано с разделением церкви и государства после 1905 года.

## Галерея

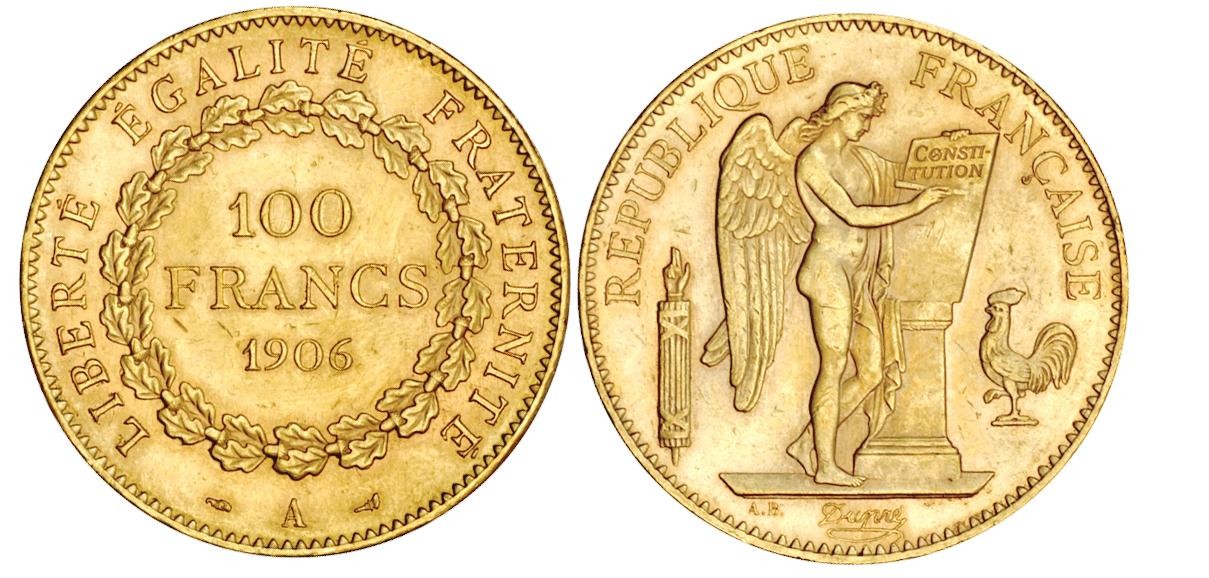
100 франков (ангел пишет)
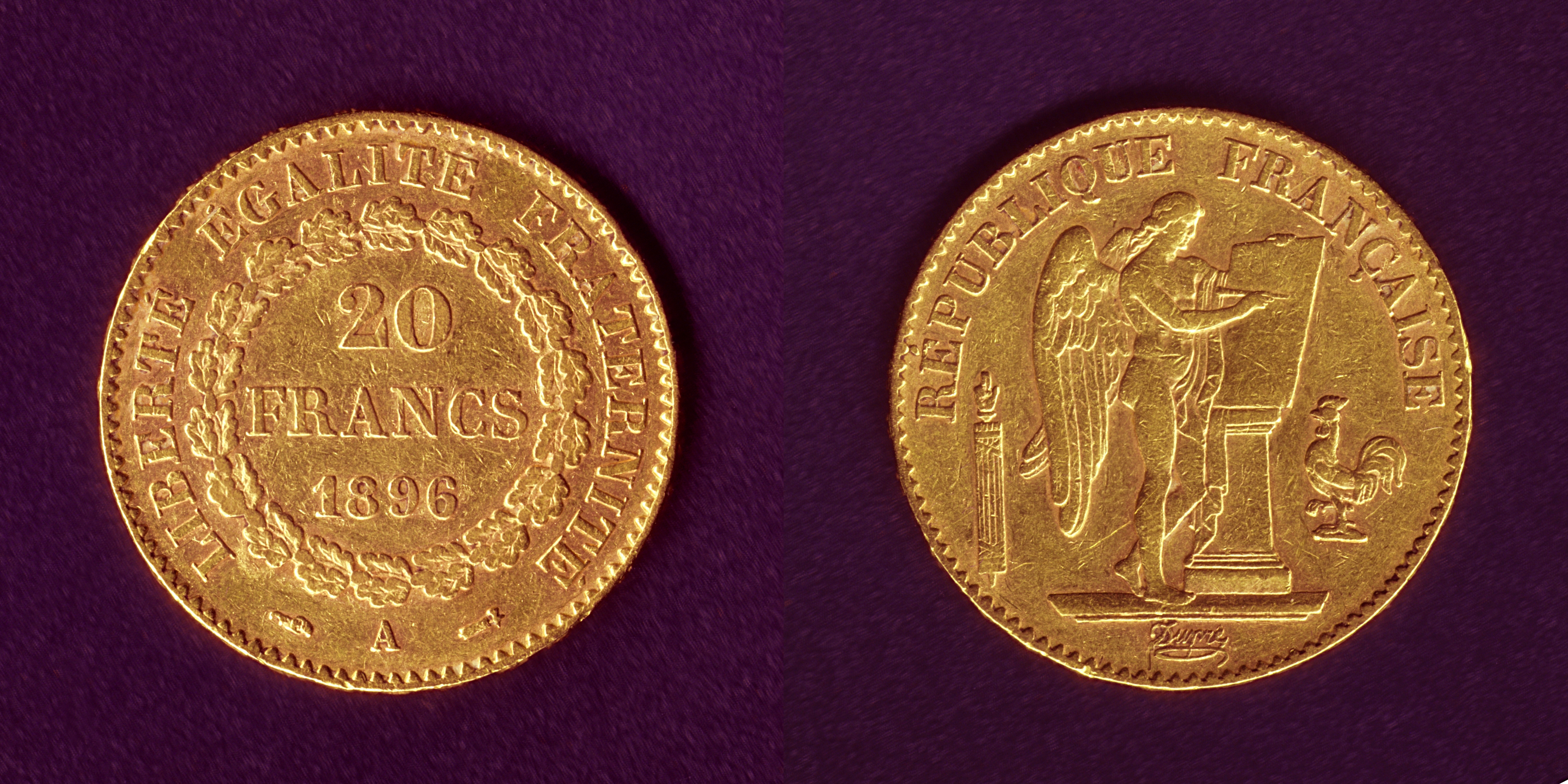
20 франков образца 1871 года (ангел стоит перед чистой скрижалью)